# الاختلافات النصية في الرسالة إلى العبرانيين
الاختلافات النصية في الرسالة إلى العبرانيين او رسالة العبرانيين (بالإنجليزية: Textual variants in the Epistle to the Hebrews) هي موضوع الدراسة التي تسمى النقد النصي للعهد الجديد. تنشأ الاختلافات النصية في المخطوطات عندما يقوم الناسخ بإجراء تحريفات متعمدة أو غير مقصودة على النص الذي يتم إعادة إنتاجه. وترد في هذه المقالة أدناه قائمة مختصرة من المتغيرات النصية في هذا الكتاب بالذات.

## الاختلافات النصية الموجودة
في عبرانيين 2: 7 ''وَضَعْتَهُ قَلِيلاً عَنِ الْمَلاَئِكَةِ. بِمَجْدٍ وَكَرَامَةٍ كَلَّلْتَهُ، وَأَقَمْتَهُ عَلَى أَعْمَالِ يَدَيْكَ.'' التراجم العربية التي كتبت الجملة ''الفانديك'' ''الحياة'' التي حذفته ''المشتركة' ''البولسية'' ''المبسطة'' ''الكاثوليكية'' ''اليسوعية'' ''السارة'' ''الشريف'' ''النسخة الأرثوذكسية'' في المخطوطات, غير موجودة في بردية 46 والفاتيكانية والمخطوطات البيزنطة 
في عبرانيين 7: 21 " لأَنَّ أُولَئِكَ بِدُونِ قَسَمٍ قَدْ صَارُوا كَهَنَةً، وَأَمَّا هَذَا فَبِقَسَمٍ مِنَ الْقَائِلِ لَهُ: «أَقْسَمَ الرَّبُّ وَلَنْ يَنْدَمَ، أَنْتَ كَاهِنٌ إِلَى الأَبَدِ عَلَى رُتْبَةِ مَلْكِي صَادِقَ». التراجم العربية التي كتبت الجملة عَلَى رُتْبَةِ مَلْكِي صَادِقَ عبرانيين 7: 21, الفانديك ''النسخة الأرثوذكسية'' اما التي حذفته ''الحياة'' ''المشتركة'' ''البولسية'' ''المبسطة'' ''الكاثوليكية'' اليسوعية '' السارة'' ''الشريف'' المخطوطات, غير موجودة في بردية 46 والفاتيكانية والافرايمية والفلجاتا والقبطي
في عبرانيين 10: 34 لأَنَّكُمْ رَثَيْتُمْ لِقُيُودِي أَيْضاً، وَقَبِلْتُمْ سَلْبَ أَمْوَالِكُمْ بِفَرَحٍ، عَالِمِينَ فِي أَنْفُسِكُمْ أَنَّ لَكُمْ مَالاً أَفْضَلَ فِي السَّمَاوَاتِ وَبَاقِياً» التراجم العربية التي كتبت الجملة ''الفانديك'' ''الحياة'' ''النسخة الأرثوذكسية'' التي حذفته ''المشتركة'' ''البولسية'' ''المبسطة'' ''الكاثوليكية'' اليسوعية ''السارة'' ''الشريف'' المخطوطات, غير موجودة في بردية 13 و 46 والنص الاسكندري وبعض الفلجاتا وبعض القبطي, يقال ان سبب حذف هو ان ناسخ نسى كتابته والذي تسبب في انتشار الخطاء في مخطوطات اخرى

### اختلافات في محتوى النص
في عبرانيين 2: 9 وَلَكِنَّ الَّذِي وُضِعَ قَلِيلاً عَنِ الْمَلاَئِكَةِ، يَسُوعَ، نَرَاهُ مُكَلَّلاً بِالْمَجْدِ وَالْكَرَامَةِ، مِنْ أَجْلِ أَلَمِ الْمَوْتِ، لِكَيْ (بعيدا عن///يَذُوقَ) بِنِعْمَةِ اللهِ الْمَوْتَ لأَجْلِ كُلِّ وَاحِدٍ. المخطوطات المكتشفة التي كتبت {بعيدا عن}  ثلاث مخطوطات يونانية من القرن العاشر ومخطوطة واحدة من  الفلجاتا وقليل من مخطوطات البشيتا, الذين ذكره {بعيدا عن}  اوريجانوس وامبروسيوس وثيؤوديرت وفيجيليوس وفلجينتيوس